# Епархия Сан-Николаса-де-лос-Арройоса
Епархия Сан-Николаса-де-лос-Арройоса (лат. Dioecesis Sancti Nicolai de los Arroyos) — епархия Римско-Католической церкви с центром в городе Сан-Николас-де-лос-Арройос, Аргентина. Епархия Сан-Николаса-де-лос-Арройоса входит в митрополию Росарио. Кафедральным собором епархии Сан-Николаса-де-лос-Арройоса является церковь святого Николая Чудотворца.

## История
3 марта 1947 года Папа Римский Пий XII выпустил буллу «Maxime quidem iuvat», которой учредил епархию Сан-Николаса-де-лос-Арройоса, выделив её из архиепархии Ла-Платы и епархии Мерседеса (сегодня — архиепархия Мерседеса — Лухана). Первоначально епархия Сан-Николаса-де-лос-Арройоса являлась суффраганной по отношению к архиепархии Буэнос-Айреса.
Первый епископ был избран только через семь лет после учреждения епархии, потому что аргентинское правительство было против назначения.
11 февраля 1957 года епархия Сан-Николаса-де-лос-Арройоса передала часть своей территории для образования епархии Сан-Исидро.
12 августа 1963 года епархия Сан-Николаса-де-лос-Арройоса стала частью церковной провинции Росарио.
27 марта 1976 года епархия Сан-Николаса-де-лос-Арройоса передала часть своей территории для образования епархии Сарате — Кампаны.

## Ординарии епархии
- епископ Сильвино Мартинес (23.10.1954 — 21.09.1959), назначен епископом Росарио;
- епископ Франсиско Хуан Веннера (21.09.1959 — 15.02.1966);
- епископ Карлос Орасио Понсе де Леон (28.04.1966 — 11.07.1977);
- епископ Фортунато Антонио России (11.11.1977 — 26.11.1983), назначен архиепископом Корриентеса;
- епископ Доминго Сальвадор Кастанья (28.08.1984 — 22.06.1994), назначен архиепископом Корриентеса;
- епископ Марио Луис Баутиста Маулион (8.05.1995 — 29.04.2003), назначен архиепископом Параны;
- епископ Эктор Сабатино Карделли (21.02.2004 — 21.09.2016);
- епископ Уго Норберто Сантьяго (21.09.2016 — н. в.).